# Young Stella
Young Stella（ヤングステラ、2005年10月17日 ‐ ）は日本のラッパーである。 

## 来歴
大阪府羽曳野市で誕生。主な活動地は日本であるが、稀に韓国でも活動。SoundCloudを中心に楽曲を配信。2023年にはABEMA TVのヒップホップ番組「ラップスタア誕生2023」に出演した。

## 楽曲・キャリア
1st EP「JAPAN to WORLD」リリース。現在Sound Cloud限定公開されている本作はPLUGG+R&BのPLUGGNB。楽曲は日本語、英語、韓国語の3か国語で構成されており、日本だけでなく海外のプロデューサーからも彼の独特なメロディーや歌詞が評価される。2023年5月6日に日本最大級のナイトクラブTHE超PINKで1st EPのリリースライブをすることを発表。